# Umtiza listerana
Umtiza listerana là một loài thực vật có hoa trong họ Đậu. Loài này được Sim miêu tả khoa học đầu tiên.